# Robert Godding (homme politique)
 (octobre 2016).
Si vous disposez d'ouvrages ou d'articles de référence ou si vous connaissez des sites web de qualité traitant du thème abordé ici, merci de compléter l'article en donnant les références utiles à sa vérifiabilité et en les liant à la section « Notes et références ».
Pour les articles homonymes, voir Godding.
Robert Georges Constant Godding, né à Anvers le 8 novembre 1883 et mort à Léopoldville le 6 décembre 1953, est un homme politique belge du parti libéral.

## Biographie
Robert Godding était docteur en droit, avocat et administrateur de sociétés.
Comme ministre des colonies, il se fit le promoteur de la création d'un enseignement laïque d'État au Congo.
Robert Godding est le père de l'historien du droit Philippe Godding et le grand-père du R. P. Robert Godding, jésuite, membre de la Société des Bollandistes.

## Carrière politique
- 1932 - 1949  : sénateur.
- 1945 - 1946 : ministre des colonies.
- 1946 - 1947 : ministre des colonies.